# 煤竹色
煤竹色（すすたけいろ）は、煙で煤けた竹の色を模した、暗い赤褐色。
江戸時代中期以降に登場した若竹色、青竹色に先んじて室町時代頃に登場し、江戸時代前期に流行した色である。

## 概要
元文年間、享保年間、宝暦年間ごろに着物の裏地や帯の色として好まれた。
派生色に、銀煤竹（ぎんすすたけ：淡い煤竹色）、柳煤竹（やなぎすすたけ：緑がかった煤竹色）、藤煤竹（ふじすすたけ：紫がかった煤竹色）などがある。
『色道大鏡』では、男性の着物の色として呂色と煤竹色が勧められており、当時好まれた色だったことが分かる。